# Dempster (Metro de Chicago)
Dempster es una estación en la línea Púrpura del Metro de Chicago. La estación se encuentra localizada en 1316 Sherman Avenue en Evanston, Illinois. La estación Dempster fue inaugurada el 16 de mayo de 1908.  La Autoridad de Tránsito de Chicago es la encargada por el mantenimiento y administración de la estación.

## Descripción
La estación Dempster cuenta con 1 plataformas laterales y 2 vías. 

## Conexiones
La estación es abastecida por las siguientes conexiones: 
- Rutas del CTA Buses: #N201 Central/Sherman (nocturno) #205 Chicago/Golf